# Marx Dormoy
Pour les articles homonymes, voir Dormoy.
Marx Dormoy, né le 1er août 1888 à Montluçon et mort assassiné le 26 juillet 1941 à Montélimar, est un résistant, et homme politique socialiste français.
Membre de la Section française de l'Internationale ouvrière (SFIO), il est notamment président du conseil général de l'Allier de 1931 à 1933, sous-secrétaire d'État à la présidence du Conseil en 1936 et ministre de l'Intérieur de 1936 à 1938, puis à nouveau en 1938.

## Biographie

### Jeunesse
Selon son acte de naissance, René Marx Dormoy est né rue de la Paix à Montluçon, un quartier populaire. Il est le cadet des enfants de Jean Dormoy, alors cordonnier, en outre militant socialiste, qui sera maire de Montluçon de 1892 à 1898, et Marie Joséphine Gavignon. Son prénom est une référence à Karl Marx. Lui et sa sœur aînée Jeanne, née le 13 février 1886 à Montluçon, connaissent une enfance défavorisée. René Marx a seulement onze ans lorsque son père meurt.
Pendant son service militaire, René Marx Dormoy est affecté en Algérie française, où il fonde un groupe de Jeunesses socialistes. À son retour, il est employé de mairie à Montluçon puis devient représentant de commerce. Il a 25 ans lorsqu'éclate la Première Guerre mondiale, pendant laquelle il s'illustre au combat. Rendu à la vie civile, il réintègre son poste de représentant de commerce, puis devient négociant en charbons.

### Élu socialiste
En novembre 1919, il mène la liste SFIO aux élections législatives, qui n'obtient aucun élu malgré un nombre élevé de voix (37 443 sur 88 972 suffrages exprimés). Un mois plus tard, il devient conseiller d'arrondissement. En 1920, il choisit le camp de Léon Blum, contre l'adhésion à la IIIe Internationale.
Quatre ans plus tard, il devient secrétaire général de la fédération de l’Allier et parvient à maintenir une bonne implantation de celle-ci chez les ouvriers, malgré la concurrence du Parti communiste et la tentation de se tourner vers les ruraux, très majoritaires dans le département. Il entre ensuite à la Commission administrative permanente. En 1925, il est élu conseiller municipal et conseiller général du canton de Montluçon-Est, puis maire de la commune. En octobre 1931, il est élu président du conseil général de l'Allier, à la suite de la mort de Paul Constans, à qui il a succédé à la mairie six ans plus tôt, dont il récupère aussi le siège de député un mois plus tard. Georges Rougeron sera son secrétaire à partir d'octobre 1934.
Favorable à une participation de la SFIO dans un gouvernement à direction radicale, il refuse de suivre Marcel Déat, dont il juge les idées « aberrantes » et mène la manifestation du 12 février 1934 dans sa commune, où les communistes sont présents. Il est cependant à noter que, dans le journal Combat social, il écrira des lignes le posant comme un partisan des idées des néosocialistes bien que préférant se référer à Pierre Renaudel que à Adrien Marquet. Il écrit en effet, comme Renaudel, que, « face au capitalisme impuissant à contrôler les forces aveugles qu'il a déchaînées », doit se dresser un socialisme qui ne peut s'exercer que sur un plan national. Rejetant le fascisme et la « violence des dictateurs », il se place malgré tout du côté des néosocialistes qui « défendent l'ordre contre le désordre du capitalisme », qui sont « pour la démocratie organisée et le socialisme pour le salut de la nation », « pour la nation et la solidarité internationale et pour la paix ».
Il est dès lors partisan d'une solution de Front populaire et d'une unité de candidature avec les communistes dès le premier tour, sans oublier pour autant les critiques qu'il formule contre ce mouvement avant 1934.

### Ministre du Front populaire

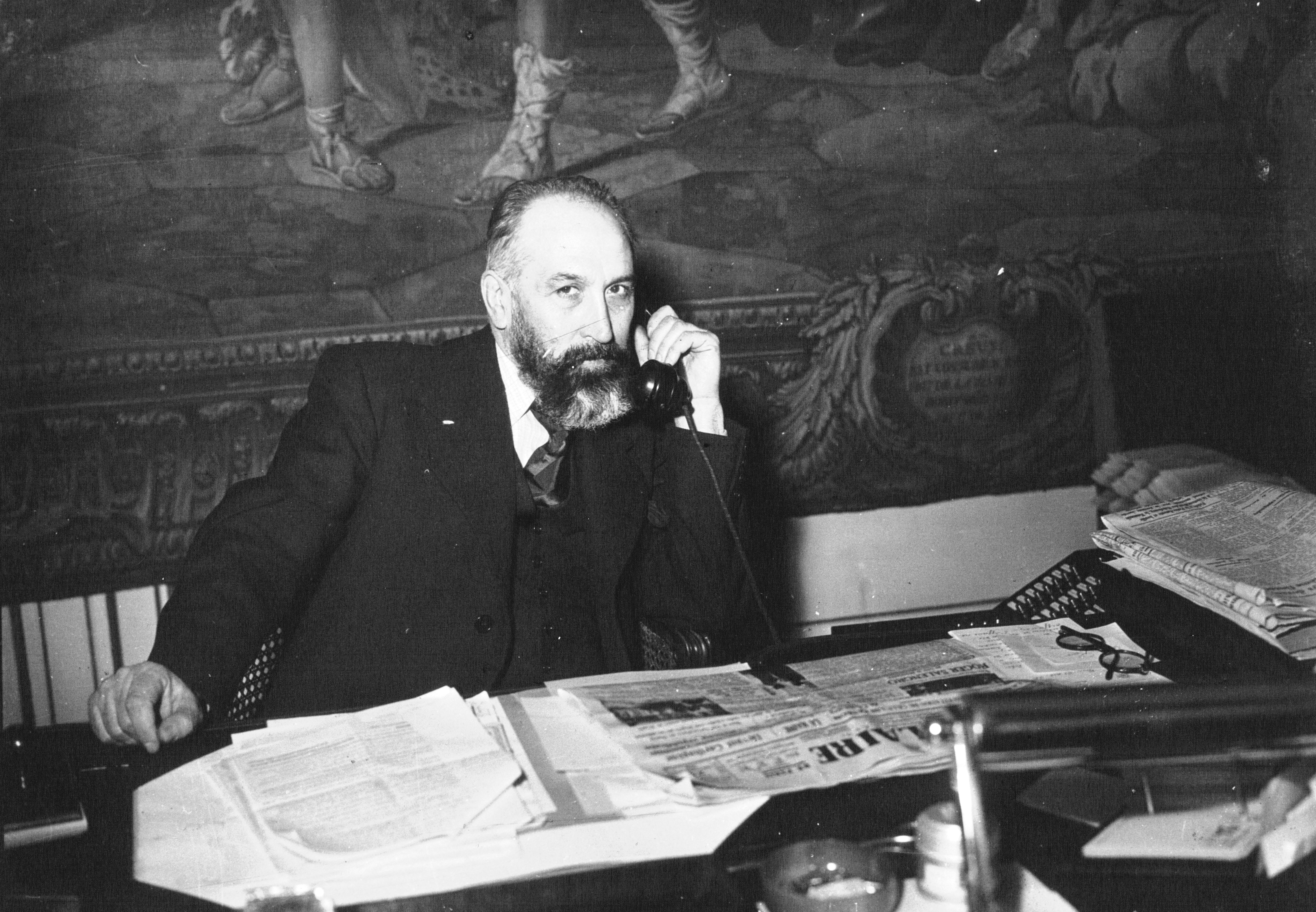
Marx Dormoy, nouveau ministre de l'Intérieur (1936).

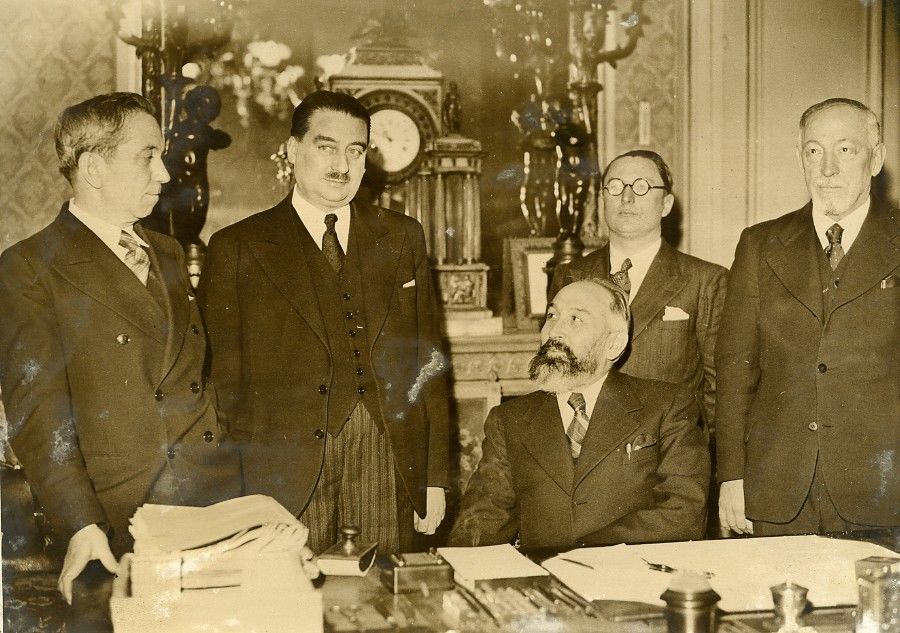
Le ministre entouré de ses collaborateurs. De gauche à droite : Sansimon Graziani, chef de cabinet, chargé des services politiques ; Roger Verlomme (1890-1950), préfet hors classe, directeur du personnel et de l'administration générale au ministère de l'Intérieur, secrétaire général du ministère de l'Intérieur ; Dormoy ; Pierre Delcourt, chargé de mission ; Raoul Évrard, chef de cabinet, chargé des questions administratives.

Réélu député lors des élections législatives de 1936, il est sous-secrétaire d’État à la présidence du Conseil au côté de François de Tessan et participe à la négociation des accords de Matignon. Après le suicide de Roger Salengro, il devient ministre de l’Intérieur, poste qu'il conserve dans le troisième cabinet de Camille Chautemps de juin 1937 à mars 1938 et dans le second cabinet de Léon Blum, de mars à avril 1938.
Comme l'indique André Touret dans sa biographie : « Il est certain que le passage de Marx Dormoy au ministère de l'Intérieur, entre novembre 1936 et janvier 1938, a, pour les étrangers, marqué un « climat nouveau de confiance et de bienveillance » selon l'expression d'Ilan Greilsammer. Par les réfugiés allemands avec lesquels il était en contact, Marx Dormoy était renseigné sur ce qui se passait en Allemagne nazie et il connaissait l'existence des camps de concentration que beaucoup de Français ignoraient ou feignaient d'ignorer. » Cette politique de compréhension et de bienveillance à l'égard des réfugiés étrangers en France lui vaut des attaques virulentes.
Toutefois, le 14 avril 1937, il écrit aux préfets :« Il est vraisemblable que nous aurons affaire, non seulement à une masse mouvante plus ou moins indésirable de sans-travail et d'émigrants, en quête d'un pays susceptible de les accueillir en leur procurant des moyens d'existence, mais encore à des individus franchement douteux, à la moralité suspecte. »
Il ordonne alors de « refouler impitoyablement tout étranger qui cherchera à s'introduire sans passeport ou titre de voyage valable ou qui n'aura pas obtenu de visa consulaire s'il est soumis à cette formalité ». Il renouvelle cet ordre par une directive similaire le 2 juillet 1937 : « Je suis informé de divers côtés que les mouvements d'immigration clandestine se poursuivent et que de nombreux Polonais, surtout, parviennent à pénétrer en France sans visa, sans passeport, ou même sans pièces d'identité d'aucune sorte,. » Cette période coïncide aussi avec l'arrivée de 250 000 réfugiés de la guerre d'Espagne. Dans une circulaire de septembre 1937, il demande à la police de redoubler de vigilance en interdisant les franchissements de la frontière espagnole, et décide de mettre en demeure les 50 000 Espagnols présents en France, de quitter le territoire,.

Les immigrants espagnols, principalement des familles de républicains, sont toutefois parqués dans des camps du Midi de la France, parfois créés à cette intention : camp de concentration d'Argelès-sur-Mer, camp de Gurs, camp du Vernet. Après l'assassinat de Marx Dormoy, Hans Vogel, président du Parti social-démocrate d'Allemagne réfugié à Londres, écrira le 30 juillet 1941 : 

« Il avait pratiqué à l'égard des réfugiés une politique intelligente et humaine, digne des plus belles traditions de la République française. »

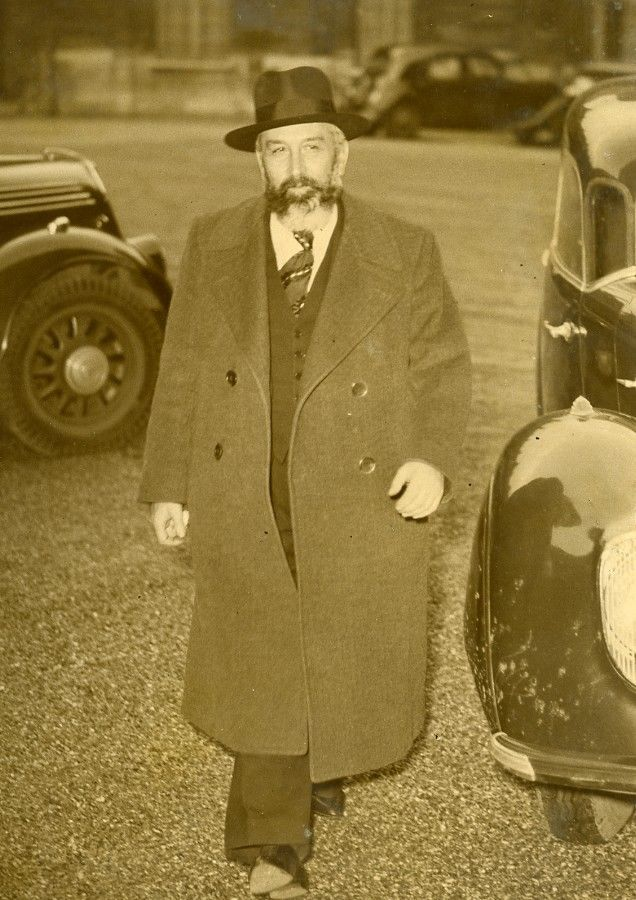
Marx Dormoy à l'hôtel de Matignon après la fusillade de Clichy, mars 1937.

Lors de la fusillade de Clichy du 16 mars 1937 (réunion privée d'un parti de droite issu des Croix-de-feu, le Parti social français, et contre-manifestation de socialistes et communistes locaux avec intervention des forces de l'ordre), il est personnellement incriminé par les communistes qui mettent en cause la réaction des forces de l'ordre.
Il consacre principalement ses activités à la lutte contre la Cagoule, laquelle est démantelée à la fin de novembre 1937. Il n’a pas le temps de détruire complètement ses ramifications dans les milieux économiques, en particulier dans les grandes entreprises, comme L'Oréal, qui, selon les renseignements généraux et la police judiciaire, financent le mouvement terroriste.

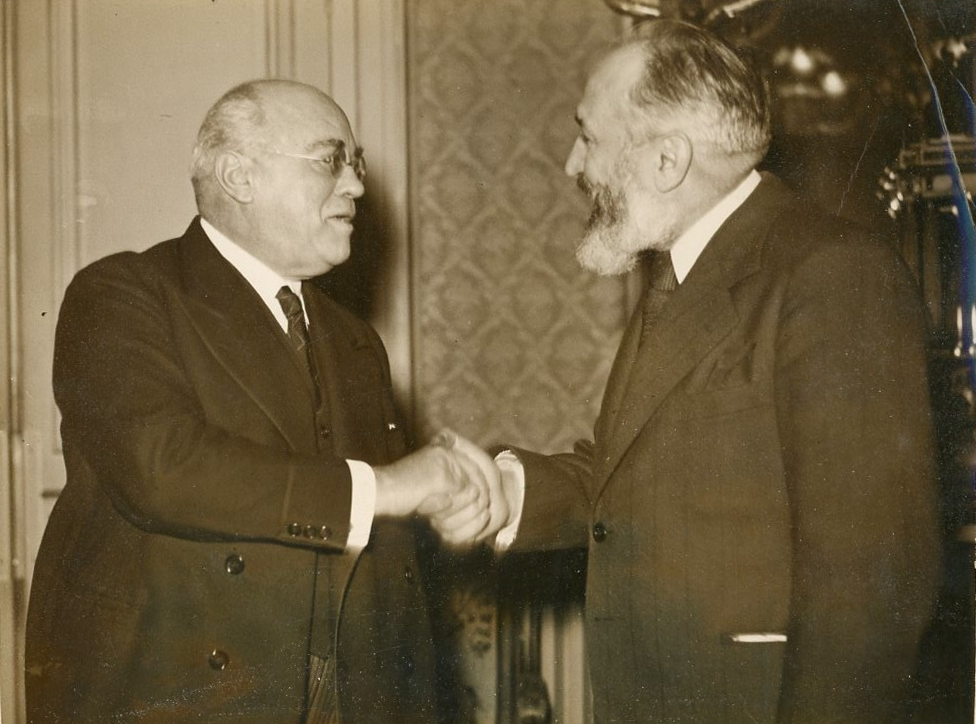
Passation des pouvoirs entre Marx Dormoy et Albert Sarraut au ministère de l'Intérieur, 20 janvier 1938.

Il démet Jacques Doriot de ses fonctions de maire PPF de Saint-Denis à la suite d'irrégularités dans la gestion municipale. Le 5 avril 1938, lors d'une séance particulièrement houleuse qui dégénère en bagarre — et alors que les cris « À bas les Juifs ! » se font entendre à la Chambre des députés — il rétorque à un député breton antisémite : « Bande de salauds. Et d'abord un Juif vaut bien un Breton ! »
Après ses passages au gouvernement, il est élu au Sénat en 1939.

### La guerre et assassinat
En juillet 1940, Dormoy fait partie des 80 parlementaires refusant de voter les pleins pouvoirs au maréchal Pétain. Le 20 septembre 1940, il est suspendu de ses fonctions de maire de Montluçon, puis emprisonné cinq jours plus tard. Il est déjà démis de son mandat de conseiller général le 18 juillet 1941. Il est incarcéré à Pellevoisin, puis à Vals-les-Bains, avant d'être mis en résidence surveillée à Montélimar dans l'hôtel Le Relais de l'Empereur.
Dans la nuit du 25 juillet au 26 juillet 1941, il est assassiné : une bombe à retardement avait été placée sous son lit par Maurice Marbach, Yves Moynier et Horace Vaillant, anciens cagoulards (extrême droite), avec la complicité d'une comédienne, Annie Mourraille (d), qui sert d'« appât ». La mort de Vaillant à Nice avec deux complices, dans la nuit du 14 août au 15 août 1941, par l'explosion d'une autre bombe destinée à un attentat antisémite, met les enquêteurs sur la piste.

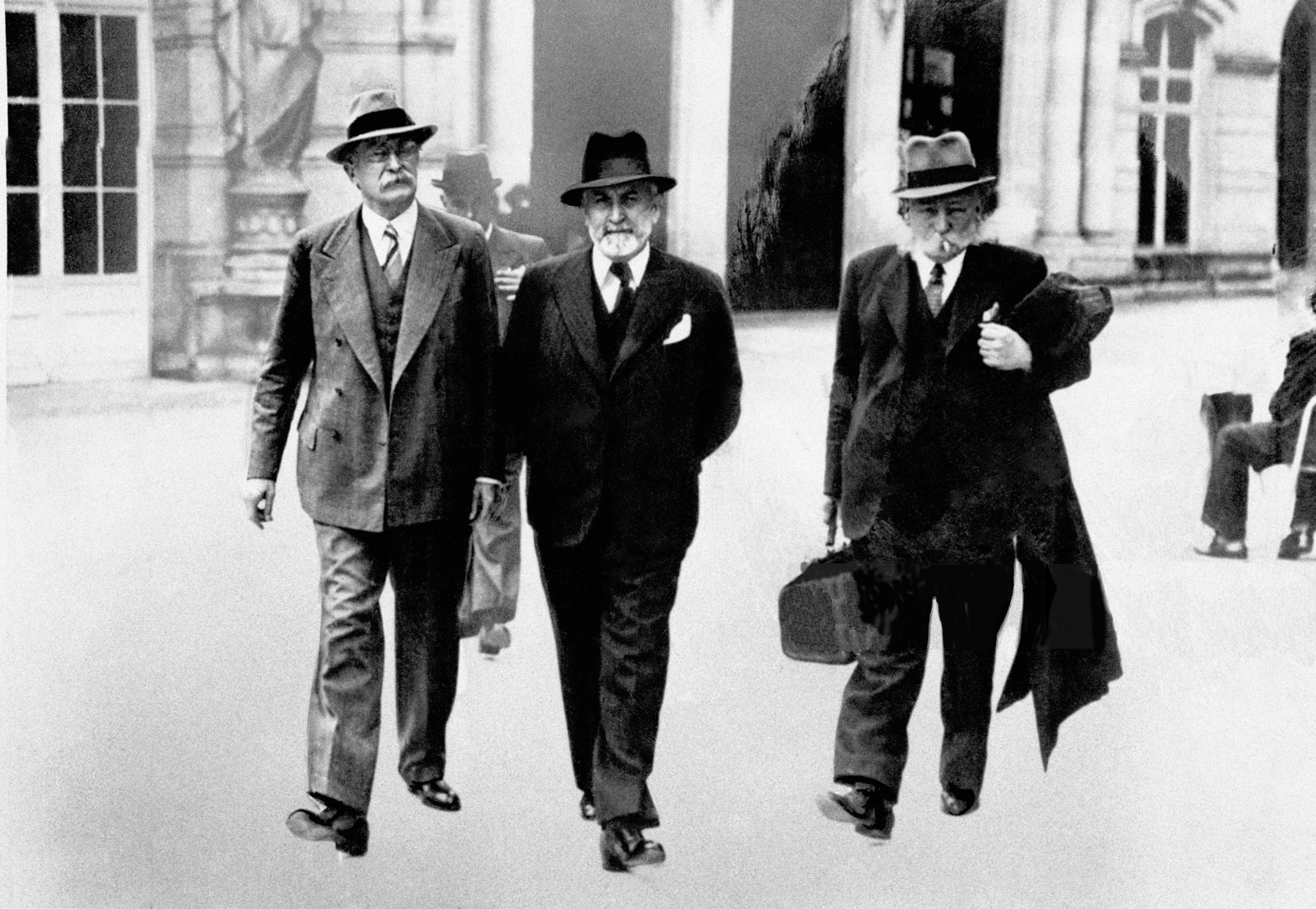
Léon Blum et Marx Dormoy sortant du théâtre du Grand Casino de Vichy où siège l'Assemblée nationale en juillet 1940.

Ludovic Guichard, Yves Moynier et Annie Mourraille sont arrêtés et emprisonnés, mais le débat reste ouvert sur l'identité des commanditaires : les cagoulards pour se venger du démantèlement de leur organisation, Jacques Doriot qui voue une haine tenace à l'égard de Dormoy ou les Allemands pour faire pression sur le maréchal Pétain. Les prévenus ne seront jamais jugés et seront libérés de la prison de Largentière, le 23 janvier 1943, par des militaires allemands.
Le peintre Lucien Pénat, dont il était un ami intime, a fait plusieurs portraits de lui.

## Hommages et postérité

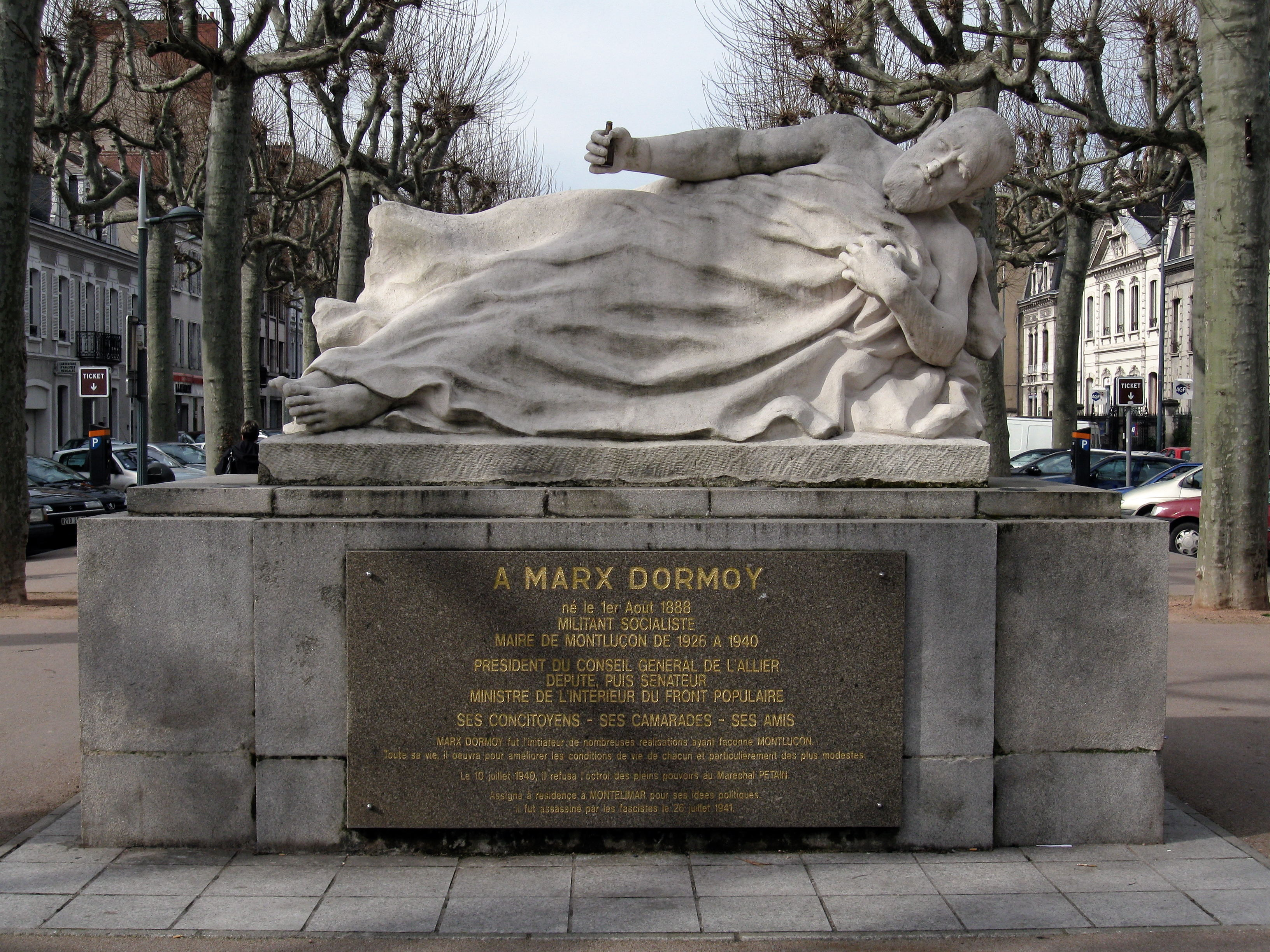
Monument à Marx Dormoy à Montluçon.

Inhumé discrètement à Montélimar, Marx Dormoy aura droit à des funérailles solennelles à Montluçon, le 9 décembre 1945, sera cité à l'ordre de la Nation en 1946 et médaillé de la Résistance française avec rosette en 1947. Il est inhumé au cimetière Saint-Paul (cimetière de l'Ouest) de Montluçon dans la même tombe que son père.
De nombreux établissements scolaires et de nombreuses voies portent son nom en France (par exemple, une avenue à Montluçon, ainsi qu'une rue et une station de métro à Paris).